# Trilogie de la vie
 Pour plus de détails, voir Fiche technique et Distribution
La Trilogie de la vie (Trilogia della vita) ou Triptyque de la vie (Trittico della vita) est un ensemble de trois films réalisés par le poète, réalisateur et scénariste Pier Paolo Pasolini entre 1971 et 1974.
Les films qui constitue la trilogie sont : 
- juillet 1971 : Le Décaméron (Il Decameron)
- septembre 1972 : Les Contes de Canterbury (I racconti di Canterbury)
- juin 1974 : Les Mille et Une Nuits (Il fiore delle Mille e una notte)

L'idée est née à la fin des années 1960, alors que la bourgeoisie italienne condamnait le sexe et les actes obscènes. Pasolini a voulu dénoncer ce fait qui équivalait selon lui à un retour en force de la censure moyenâgeuse. Ce n'était pas la première fois que des scènes de nudité apparaissaient dans ses films, mais le réalisateur avait désormais décidé d'en célébrer la beauté et la pureté. Cependant, Pasolini pensait que réunir un groupe d'acteurs et leur faire tourner uniquement des scènes de nu ne produirait qu'un scandale gratuit dénué de sens artistique. C'est pourquoi le réalisateur s'est inspiré de certaines des nouvelles les plus significatives, les plus ludiques et les plus réfléchies de Giovanni Boccaccio pour son premier film : Le Décaméron. Les acteurs des trois films étaient presque tous inconnus du public. Pasolini a voulu les choisir dans les quartiers pauvres de Rome et dans les banlieues d'autrefois, précisément pour montrer que les personnages pouvaient être joués non seulement par des gens riches et beaux, mais aussi par des gens simples.
Les protagonistes récurrents de ces films sont Franco Citti et Ninetto Davoli. Il s'agissait là aussi de gens simples, et pourtant Pasolini les connaissait parfaitement depuis une dizaine d'années déjà : il embauche Citti grâce à son frère Sergio qui a aidé Pasolini à réaliser de nombreux films, et il rencontre Davoli en tournant Des oiseaux, petits et gros avec Totò (1966). Dans les trois films, Citti et Davoli jouent les personnages clefs du scénario : dans Le Décaméron, Citti est Ser Ciappelletto et Davoli se fait passer pour Andreuccio da Perugia ; dans Les Contes de Canterbury, le premier est un diable d'inquisiteur et Davoli joue un bouffon qui rappelle beaucoup le personnage de Charlot joué par Charlie Chaplin. Dans le dernier film, Les Mille et Une Nuits, Franco Citti est à nouveau un démon cruel qui agit par dépit, tandis que Davoli est Aziz, le protagoniste.
Avec cette trilogie, Pasolini a voulu formuler un hymne à la vie, exaltant la vie de l'homme libre et sans contrainte, centrée sur la recherche du plaisir et de la délectation dans un monde parallèle et fantaisiste, comme un enfant. 

## Le Décaméron
Durant l'été 1970, Pasolini écrit le scénario de dix nouvelles tirées du Décaméron de Boccace, qu'il situe dans l'univers napolitain. Dès le début, Le Décaméron devait être le premier du triptyque que Pasolini « consacre à la vie ». En septembre de la même année, il commence à tourner pour la première fois à Casertavecchia, pour continuer avec Ser Ciappelletto à Naples et Bressanone. C'est la première fois que le corps nu d'un homme apparaît dans un film.

« Le corps : voilà une terre qui n'est pas encore colonisée par le pouvoir. »

— Déclaration de Pasolini à propos du Décaméron
La structure du film est divisée en deux parties marquées par un intermezzo dans lequel est présentée la figure d'un élève de Giotto, joué par Pasolini lui-même. Celui-ci a été chargé de peindre une fresque dédiée à la Madone. Le fil des romans reprend ensuite comme un peintre commence un tableau, comme s'il était lui-même, à travers le pinceau, en train de tracer une nouvelle fresque narrative. Le cadre de toute la nouvelle se situe à Naples et dans ses environs, comme l'a souhaité le réalisateur lui-même, car cette ville est restée d'après lui préservée dans sa culture et ses coutumes malgré les différents changements survenus au cours des siècles. De plus, Naples est aussi la ville où Boccace s'est rendu dans sa jeunesse, et où il compose ses premières œuvres et trouve ses premières amours. La langue parlée par tous les personnages du film est le napolitain.

## Les Contes de Canterbury
Pour ce film tourné en 1972, Pasolini s'est inspiré des romans de Geoffrey Chaucer. Lui-même poète et écrivain, Chaucer a puisé dans les thèmes ludiques et intrigants de la fortune et du destin déjà formulés par Boccace. Le scénario original comprenait neuf nouvelles, mais seules huit ont été filmées par la suite. Le décor et les personnages semblent plus gracieux et conscients de leur destin, bien que nombre d'entre eux soient encore fortement attachés au sens de la vie et au plaisir physique.
Pasolini joue également un rôle dans ce film : celui de Chaucer lui-même, chef de file du groupe de pèlerins en route pour Canterbury. Bien que les personnages des romans soient plus flegmatiques et posés, mais toujours spirituels et enjoués, Pasolini semble manifester le bonheur et l'esprit plus que quiconque. Son personnage est celui d'un jongleur joyeux qui cherche à enchanter le public par ses actions et ses histoires. Pourtant, il se laisse souvent aller à l'excès dans le film et c'est pourquoi une femme l'invite à reprendre le fil des romans. 

## Les Mille et Une Nuits
Ce film, tourné en 1974, est le plus complexe. Les histoires sont tirées des contes arabes des Mille et Une Nuits avec comme thème central l'amour entre deux serviteurs : Nur ed-Din et la belle Zumurrùd. À l'origine, le film devait comporter un prologue et être divisé en deux moitiés marquées par un interlude, mais le scénario a ensuite été modifié lors de la présentation initiale des domestiques. La jeune fille Zumurrùd est enlevée et emmenée dans un palais où, déguisée, elle est prise pour un homme et devient roi de Bagdad. Nur ed-Din arrive par hasard dans cette ville avec l'intention de la reprendre, mais il est accueilli par des servantes qui lui racontent des histoires pour le réconforter. Le garçon, bien que désireux d'épouser l'autre, est amoureux d'une fille mystérieuse qui, au lieu de lui communiquer ouvertement son désir, se contente de lui envoyer des signaux qu'Aziz ne peut comprendre. Aveuglé par la passion, Aziz demande à Aziza de déchiffrer ses signaux et il parvient finalement à séduire la jeune fille. Il ne se rend cependant pas compte qu'Aziza est amoureuse du jeune homme, mais ne le lui dit pas afin qu'il puisse continuer ses rencontres amoureuses nocturnes.